# Chiesa di Santa Maria Assunta (Golasecca)
La chiesa di Santa Maria Assunta è la parrocchiale di Golasecca, in provincia di Varese ed arcidiocesi di Milano.

## Storia
La chiesa di Santa Maria Assunta venne creata per ospitare l'intera popolazione del paese e in meno di tre anni venne completata il 16 dicembre 1849.
Per far costruire la nuova chiesa, la piazza dovette subire un mutamento facendo demolire il vecchio tempio per creare una scalinata per dare accesso al sagrato della chiesa.
L'edificio è composto e addobbato da alcuni dipinti di Luigi Tagliaferri, altri quadri di autore caravaggesco e altri di proprietà della Pinacoteca di Brera. All'interno della chiesa ci sono opere dell'antica chiesa di San Michele.

## Descrizione

### Interno
L'interno della chiesa si compone di una pianta a tre navate con campanile con copertura semisferica.
Gli interni sono coperti da volte a crociera, ci sono affreschi con litanie mariane. La chiesa Santa Maria Assunta contiene alcune opera dell'antica chiesa medioevale di San Michele.

### Esterno
La facciata della chiesa è molto imponente con un corpo centrale tinteggiato con colori caldi e scandito da lesene, che sostengono il timpano che poggia sul frontone con la scritta D.O.M. La parte centrale è composta da delle statue di bronzo e da un bassorilievo.